# Винный туризм

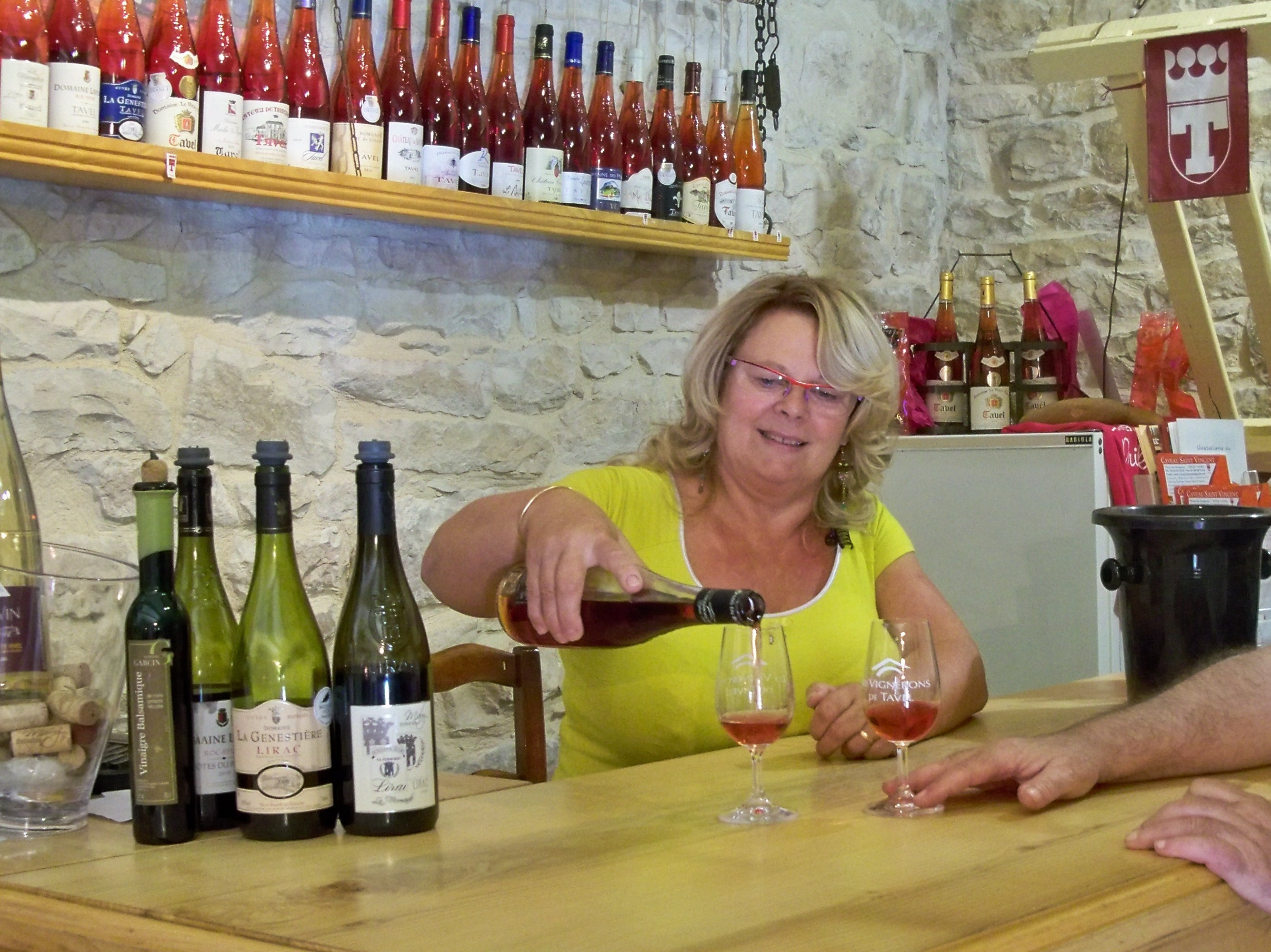
Дегустация на винодельне

Винный туризм (энотуризм) — туризм, целью которого являются дегустации и покупки вина непосредственно на винодельне. Обычно понятие подразумевает посещение винодельческих хозяйств, виноградников, музеев вина, винных фестивалей и других специальных мероприятий. Существуют и более активные формы такого туризма — как, например, пешие прогулки и велосипедные поездки по виноградникам, участие в сборе урожая винограда и т. д. Это сравнительно новая форма туризма, которая получила развитие в начале XXI века. 
Массовые формы винного туризма связаны с прохождением туристских маршрутов по ключевым точкам того или иного винодельческого региона (Германский винный путь, винная дорога Эльзаса и т.п.). Для тех, кто предпочитает крепкие алкогольные напитки, организуются отдельные маршруты — например, «Тропа солодового виски», предполагающая посещение ведущих вискикурен Шотландии.

## История

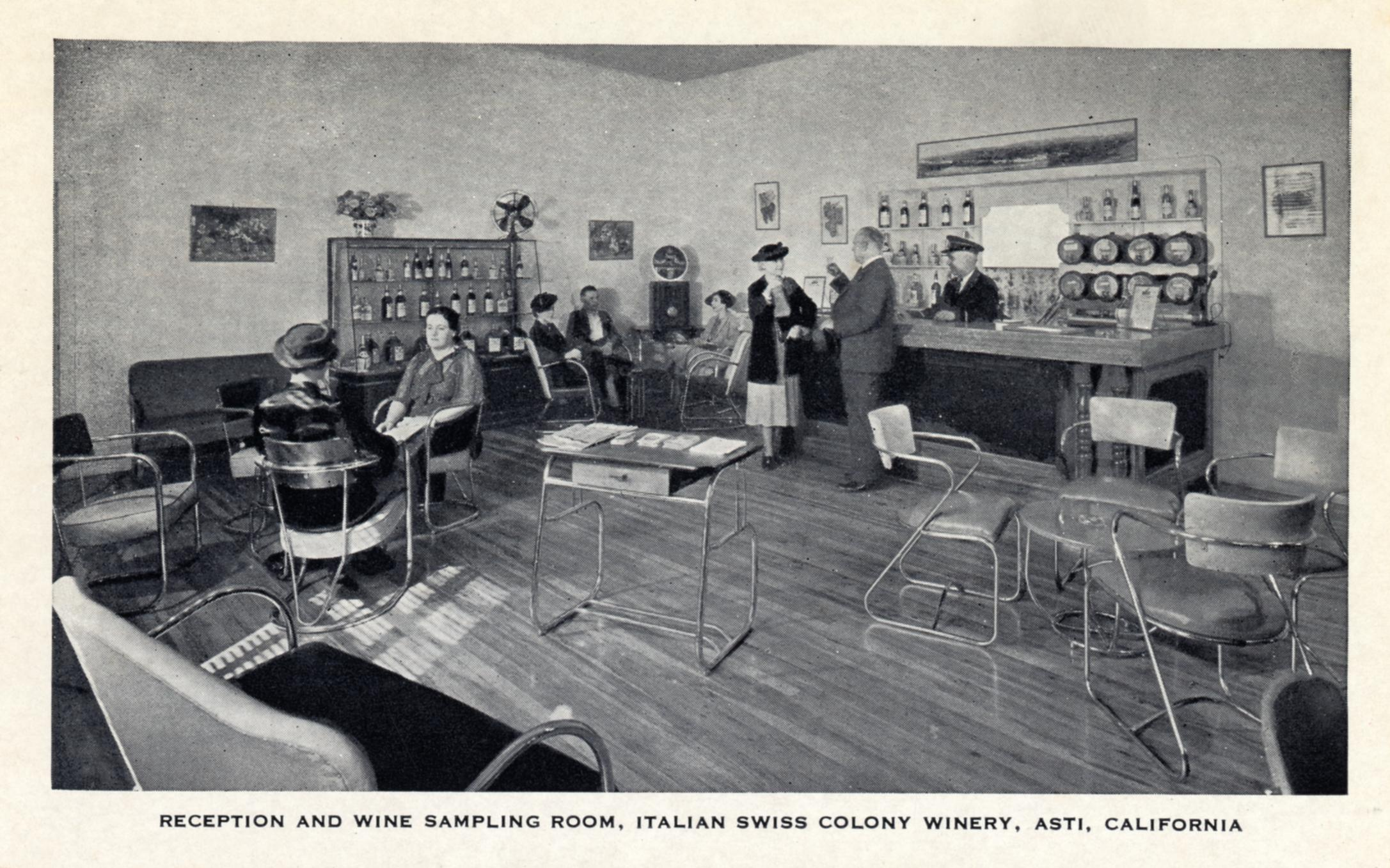
Винный дегустационный зал конца 1930-х годов

Винный туризм зародился в 1930-е годы, когда были торжественно открыты Германский винный путь и аналогичный маршрут по выдающимся виноградникам Бургундии. Особенно популярной оказалась запущенная в 1953 году винная дорога Эльзаса, которой ежегодно проходят порядка 1,5 млн ценителей белых вин. В США история винного туризма восходит к 1975 году, когда были организованы первые туры по винодельням долины Напа. В Испании развитие винного туризма началось лишь в середине 2000-х годов. Дополнительный импульс винному туризму в США придал фильм 2004 года «На обочине», сюжет которого построен на посещении виноделен в районе Санта-Барбары (Южная Калифорния).

## Формы энотуризма
В рамках винного туризма обычно посещают винодельческие хозяйства. Посетителей знакомят с историей винодельни, показывают им процесс производства вина, а затем самим дают его продегустировать. Некоторые туристы остаются ночевать в гостевом доме при винодельне. Многие посетители покупают понравившиеся им вина у самого производителя. Винный туризм обеспечивает до трети продаж отдельных производителей вина. Дорогостоящие дегустации могут сопровождаться подачей полноценных блюд в придачу к винам. 

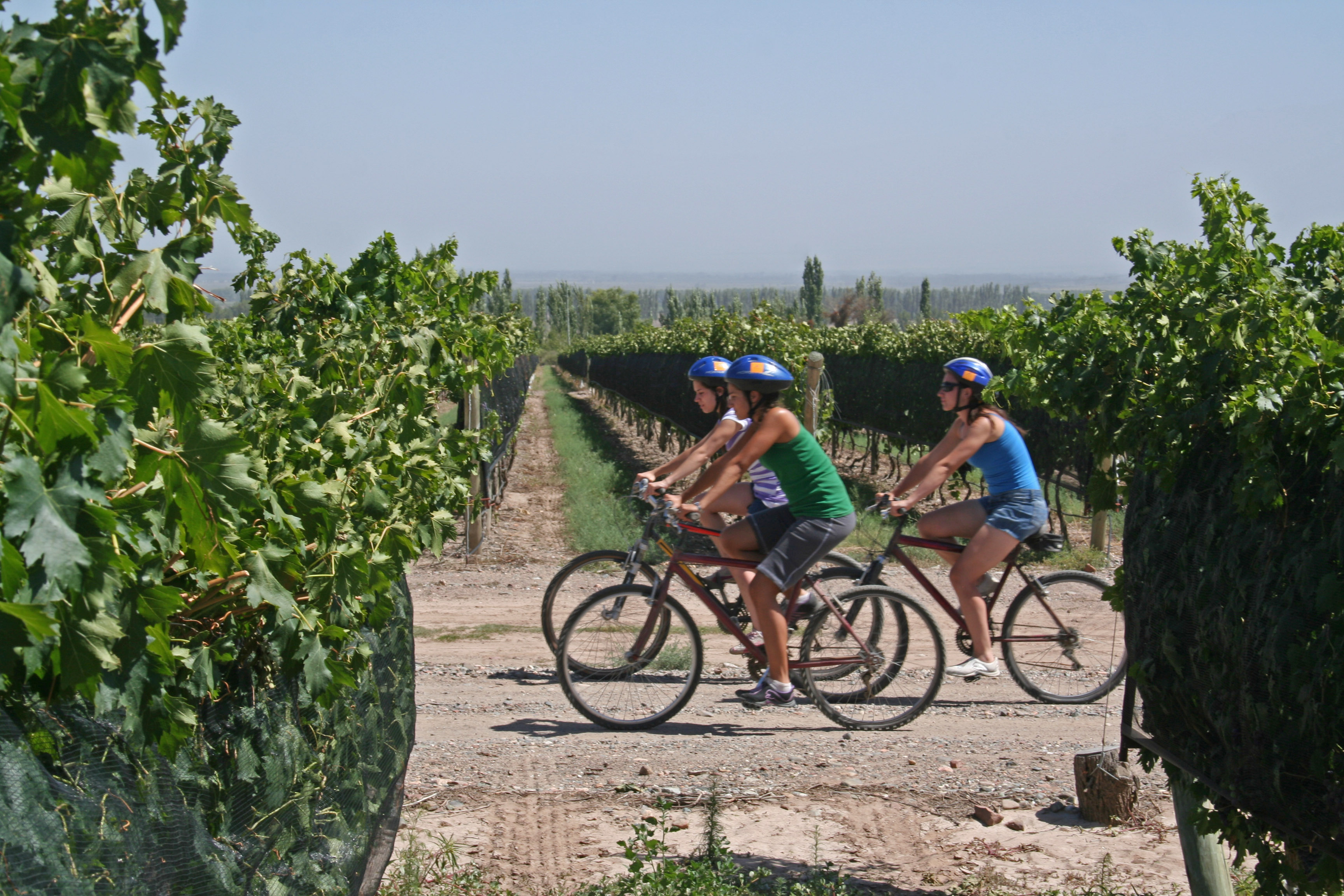
Велосипедисты знакомятся с виноградником

Помимо виноделен, интересом адептов энотуризма пользуются винные фестивали, старейший из которых — Вюрстмаркт — проходит в немецком Дюркгейме с 1417 года и привлекает каждый год до 600 тысяч посетителей. Многие массовые мероприятия приурочены к выпуску вин нового урожая на третьей неделе ноября (божоле-нуво во Франции, распитие свежего грюнер-вельтлинера в винных кабачках венских предместий, традиции святомартинского вина в Чехии, «Ноябрьфест» в Крыму и т. д.). Ярмарка вин Эльзаса проходит на рубеже июля и августа. В Грузии основные винные празднования связаны с окончанием сбора урожая (ртвели).
По частной инициативе Recevin (европейская ассоциация винодельческих городов) каждый год во второе воскресенье ноября в Германии, Австрии, Словении, Испании, Франции, Греции, Венгрии, Италии, Португалии и в Северной Америке проходит «день энотуризма»; первый день винного туризма прошёл 11 мая 2013 года. 
По мере того, как индустрия энотуризма развивается, появляются дополнительные возможности: например, в некоторых винодельнях можно проехаться по полю на велосипеде burricleta. Познавательное значение имеет посещение многочисленных музеев вина и виноделия, которые в продолжение XXI века были открыты многими аппелласьонами Европы. Первый такой музей распахнул свои двери в 1938 году в бургундском городе Бон.
Винный туризм достаточно легко сочетается с традиционными формами экскурсионного туризма. Посещение таких богатых архитектурными памятниками и историческими воспоминаниями мест, как долины Луары и Рейна, Вюрцбург и Вальядолид, часто сопровождается посещениями виноделен и/или дегустацией местных вин. В некоторых местах (как, например, на острове Санторини или в Крыму) винный туризм органично сочетается с пляжным. Чтобы разнообразить экскурсионные туры, в них всё чаще включают посещение того или иного живописного винодельческого города (Риквир, Эперне, Рюдесхайм, Монтепульчано, Херес-де-ла-Фронтера, Вила-Нова-ди-Гая и т. д.).
По состоянию на 2012 год 27 миллионов американцев (что составляет 17 % всех американских туристов) когда-либо выезжали на кулинарные или винные мероприятия. По данным того же времени в Италии этот показатель составляет около 5 миллионов туристов; каждый год страна выручает с этого 2,5 миллиарда евро.

## Энотуризм в России

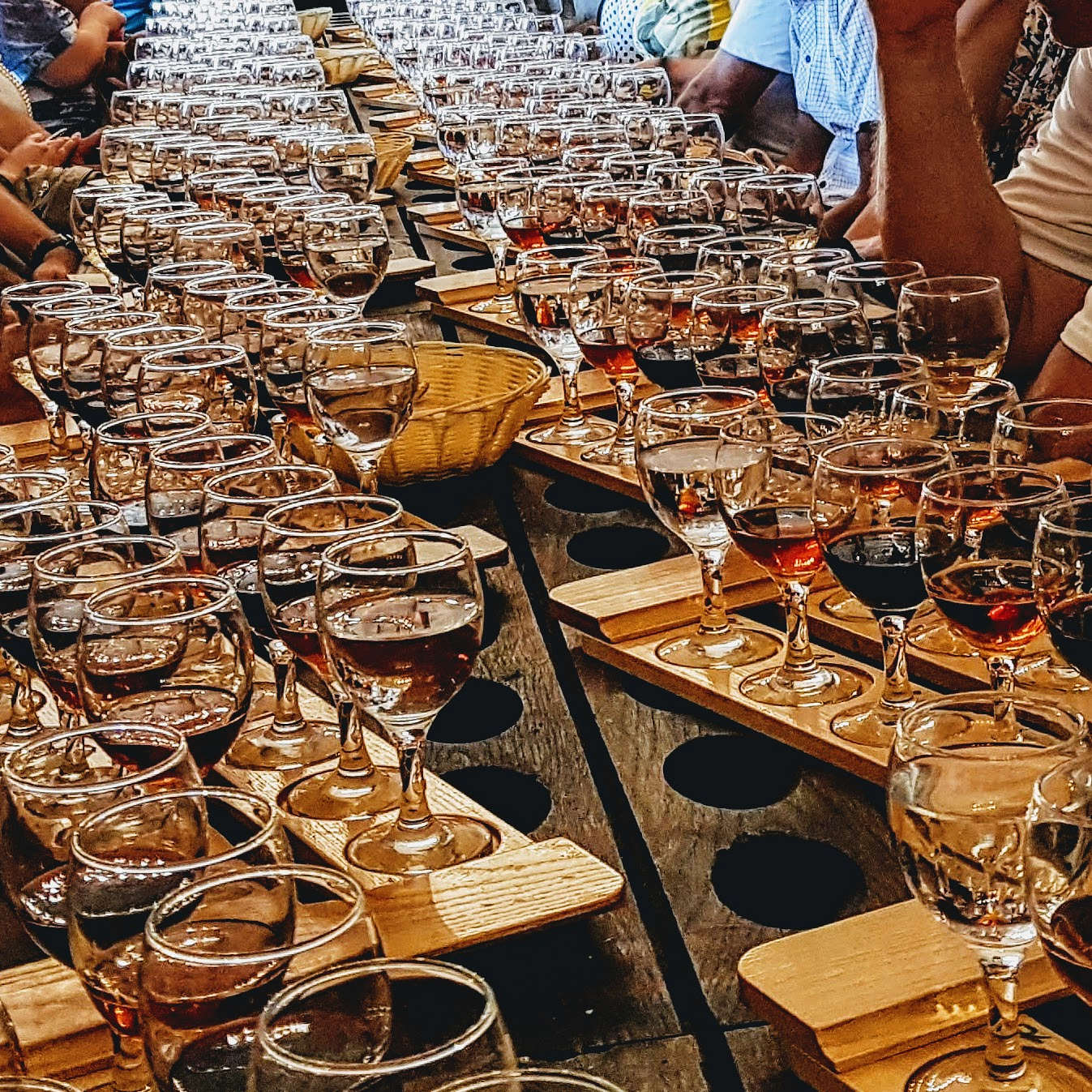
Дегустация вин «Массандры»

Основные регионы винного туризма в России — Краснодарский край (Лефкадия, Абрау-Дюрсо), Крым, Ставропольский край и Ростовская область. В Крыму наиболее популярен у туристов винодельческий комбинат «Массандра», история которого восходит к царским временам. Иные центры крымского винного туризма — Новый Свет, Солнечная Долина, Инкерман.

## Энотуризм в Армении
В 2010-е годы винные туры стали обретать популярность в Армении. Основной регион — это Арени (область Вайоцдзор), области Тавуш, Арагацотн, Армавир. Обычно предлагаются туры в небольшие частные винодельни, где кроме дегустаций, также можно отпраздновать свадьбы, дни рождения и т. п. Также каждый год проводятся винные фестивали: как в столице («Винные дни Еревана»), так и на периферии — в Аштараке, селе Арени и т. д.

## Винодельческие ландшафты, имеющие статусвсемирного наследия
- Окрестности Сент-Эмильона (1999, Франция)
- Культурный ландшафт Вахау (2000, Австрия)
- Винодельческий район Алту-Дору (2001, Португалия)
- Долина Среднего Рейна (2002, Германия)
- Историко-культурный ландшафт Токайского винодельческого региона (2002, Венгрия и Словакия)
- Винодельческий ландшафт острова Пику (2004, Португалия)
- Террасные виноградники Лаво (2007, Швейцария)
- Виноградники Ланге — Роэро и Монферрата (2014, Италия)
- Виноградники Бургундии (англ., 2015, Франция)
- Склоны холмов, винодельческие дома и погреба Шампани (англ., 2015, Франция)
- Холмы Просекко в Конельяно и Вальдоббьядене (2019, Италия)